# Distrito de Blansko
El distrito de Blansko es uno de los siete distritos que forman la región de Moravia Meridional, República Checa, con una población estimada a principio del año 2018 de 108 545 habitantes. Se encuentra ubicado al sureste del país, al sureste de Praga, cerca de la frontera con Eslovaquia y Austria. Su capital fue la ciudad de Blansko.

## Localidades (población año 2018)
- Adamov 4552
- Bedřichov 249
- Benešov 652
- Blansko 20 650
- Bořitov 1314
- Borotín 403
- Boskovice 11 635
- Brťov-Jeneč 360
- Bukovina 409
- Bukovinka 585
- Býkovice 235
- Černá Hora 2147
- Černovice 373
- Cetkovice 752
- Chrudichromy 197
- Crhov 165
- Deštná 230
- Dlouhá Lhota 132
- Doubravice nad Svitavou1374
- Drnovice 1247
- Habrůvka 436
- Hodonín 123
- Holštejn 164
- Horní Poříčí 270
- Horní Smržov 141
- Jabloňany 388
- Jedovnice 2796
- Kněževes 174
- Knínice 892
- Kořenec 357
- Kotvrdovice 901
- Kozárov 122
- Krasová 402
- Křetín 499
- Krhov 146
- Křtěnov 211
- Křtiny 835
- Kulířov 164
- Kunčina Ves 63
- Kunice 171
- Kuničky 298
- Kunštát 2757
- Lažany 413
- Lazinov 164
- Letovice 6744
- Lhota Rapotina 415
- Lhota u Lysic 142
- Lhota u Olešnice 45
- Lipovec 1143
- Lipůvka 1294
- Louka 71
- Lubě 95
- Ludíkov 331
- Lysice 1909
- Makov 47
- Malá Lhota 144
- Malá Roudka 210
- Míchov 164
- Milonice 171
- Němčice 445
- Nýrov 214
- Obora 309
- Okrouhlá 589
- Olešnice 1694
- Olomučany 1052
- Ostrov u Macochy 1102
- Pamětice 247
- Petrov 128
- Petrovice 638
- Prostřední Poříčí 277
- Rájec-Jestřebí 3689
- Ráječko 1314
- Roubanina 130
- Rozseč nad Kunštátem 550
- Rozsíčka 143
- Rudice955
- Šebetov 862
- Sebranice 624
- Šebrov-Kateřina 818
- Senetářov 579
- Skalice nad Svitavou 628
- Skrchov111
- Sloup 952
- Šošůvka683
- Spešov 648
- Štěchov 179
- Stvolová 165
- Suchý 444
- Sudice 469
- Sulíkov 300
- Světlá 222
- Svinošice 355
- Svitávka 1801
- Tasovice73
- Uhřice 307
- Újezd u Boskovic 484
- Újezd u Černé Hory 263
- Úsobrno 412
- Ústup 45
- Valchov 453
- Vanovice 524
- Vavřinec 877
- Vážany 230
- Velenov 257
- Velké Opatovice 3722
- Vilémovice 326
- Vísky 253
- Voděrady 535
- Vranová 367
- Vysočany 789
- Závist 144
- Zbraslavec 214
- Žďár 406
- Žďárná 757
- Žernovník 244
- Žerůtky 74